# Émile et les Détectives (film, 1954)
Pour les articles homonymes, voir Émile et les Détectives (homonymie).
Pour plus de détails, voir Fiche technique et Distribution.
Émile et les détectives est un film allemand réalisé par Robert Adolf Stemmle, sorti en 1954.
Il s'agit d'une adaptation du roman éponyme d'Erich Kästner, publié en 1929, qui fut un très grand succès de librairie en Allemagne et a été traduit en 59 langues..
La première a eu lieu le 14 octobre 1954 à Hambourg.

## Distribution
- Peter Finkbeiner : Émile Tischbein
- Heli Finkenzeller : madame Tischbein
- Wolfgang Lukschy: l'adjudant-chef Jeschke
- Kurt Meisel : monsieur Grundeis
- Claudia Schäfer : Pony Hütchen
- Margarete Haagen : la grand-mère
- Camilla Spira: la tante d'Émile
- Hans Dieter Zeidler : l'oncle d'Émile
- Wolfgang Condrus : Gustav
- Wolf-Eberhard Grashoff : le professeur
- Roland Kaiser : le petit Mardi
- Günter Pfitzmann : le maître Bremser
- Ernst Waldow : le curiste
- Walter Gross : le conducteur de tramway
- Gerhard Frickhöffer : l'orateur

## Remarques
Le film est un reprise, plus longue et en couleur, du film de 1931.
L'intérêt du film est aussi de montrer le Berlin-Ouest du miracle économique des années 1950.
On voit en particulier les ruines de l'église du Souvenir avant la démolition de l'ancienne nef, le quartier autour de la place Breitscheid et le stade olympique encore sans toit.
À la fin du film, Erich Kästner fait un petit caméo : lorsque les enfants poursuivent le voleur Grundeis, Kästner regarde par la fenêtre et lance un pot de fleur.